# Волковичи (Дзержинский район)
Во́лковичи (бел. Воўкавічы) — деревня в составе Фанипольского сельсовета Дзержинского района Минской области Беларуси. Деревня расположена в 16 километрах от Дзержинска, 28 километрах от Минска и 14 километрах от железнодорожной станции Фаниполь.

## Название
Названия Волка, Волки́, Волко́вичи, Во́лково, Волко́вщина являются производными от кличек и фамилий Волк, Волкович, Волков и от названия животного.

## История
Деревня Волковичи известна с конца XIX — начала XX века и находилась в составе Самохваловичской волости Минского уезда Минской губернии. В 1917 году в деревне проживали 323 жителя, насчитывалось 60 дворов.
С 20 августа 1924 года деревня находилась в составе Гричинского сельсовета Самохваловичского района Минского округа, с 23 марта 1932 года в составе Фанипальского сельсовета. Затем в составе Дзержинского польского национального района. 31 июля 1937 года полрайон был упразднён и деревня была включена в состав Минского района. С 20 февраля 1938 года находится в составе Минской области, которая была образована после упразднения окружной системы деления Белорусской ССР. С 4 февраля 1939 года в составе восстановленного Дзержинского района. В годы коллективизации был организован колхоз.
Во время Великой Отечественной войны с 28 июня 1941 года по 6 июля 1944 года деревня была оккупирована немецко-фашистскими захватчиками, на фронте погибли 6 жителей деревни. В 1960 году в деревне проживали 298 жителей. В 1991 году в деревне насчитывалось 77 придомовых хозяйств, проживали 234 жителя, действовала начальная школа.

## Население
| Численность населения (по годам) | Численность населения (по годам) | Численность населения (по годам) | Численность населения (по годам) | Численность населения (по годам) | Численность населения (по годам) | Численность населения (по годам) | Численность населения (по годам) |
| 1917                             | 1960                             | 1991                             | 1999                             | 2004                             | 2009                             | 2017                             | 2018                             |
| -------------------------------- | -------------------------------- | -------------------------------- | -------------------------------- | -------------------------------- | -------------------------------- | -------------------------------- | -------------------------------- |
| 323                              | ↘298                             | ↘234                             | ↘200                             | ↘192                             | ↘188                             | ↗253                             | ↗267                             |
| 2020                             | 2022                             |                                  |                                  |                                  |                                  |                                  |                                  |
| ↗281                             | ↗289                             |                                  |                                  |                                  |                                  |                                  |                                  |